# Marouf al-Bakhit
Marouf Suleiman al-Bakhit (1947 – 7 de outubro de 2023) foi um político jordano que serviu como primeiro-ministro da Jordânia, cargo que ele ocupou entre 2005 e 2007 e em 2011. Antes ele foi embaixador de Jordânia em Israel e na Turquia, e chefe da Segurança Nacional.
Foi selecionado primeiro-ministro pelo rei Abdullah II depois dos protestos surgidos em 2011 durante a onda de protestos no mundo árabe desse ano.

## Morte
Al-Bakhit morreu em 7 de outubro de 2023.